# Marvin Martins
Marvin Martins Santos da Graça (* 17. února 1995) je lucemburský profesionální fotbalista, který hraje na pozici obránce za rakouský klub FK Austria Vídeň a lucemburský národní tým.

## Reprezentační kariéra
Da Graça se narodil v Lucembursku a je kapverdského původu. Da Graça se poprvé objevil na mezinárodní scéně ve venkovním zápase proti Itálii 4. června 2014 (1:1), ve kterém v 79. minutě nahradil Stefana Bensiho.

### Reprezentační góly
Skóre a výsledky Lucemburska jsou vždy zapsány jako první. Góly Marvina Martinse jsou zvýrazněny.
| Góly | Datum             | Místo                                             | Soupeř        | Skóre | Výsledek | Soutěž                     |
| ---- | ----------------- | ------------------------------------------------- | ------------- | ----- | -------- | -------------------------- |
| 1.   | 9. listopadu 2017 | Stade Josy Barthel, Lucemburk, Lucembursko        | Maďarsko      | 2:1   | 2:1      | Přátelský zápas            |
| 2.   | 25. března 2022   | Stade de Luxembourg, Lucemburk, Lucembursko       | Severní Irsko | 1:1   | 1:3      | Přátelský zápas            |
| 3.   | 22. září 2022     | Başakşehir Fatih Terim Stadium, Istanbul, Turecko | Turecko       | 1:0   | 3:3      | Liga národů UEFA 2022/2023 |